# Lenore E. Walker
Lenore Edna Walker (Nueva York, 3 de octubre de 1942) es una psicóloga, educadora y autora estadounidense. Es conocida por su trabajo en el campo de la violencia doméstica y la psicología de las mujeres, en particular por su investigación pionera sobre las mujeres maltratadas. Walker es profesora emérita en la Nova Southeastern University.
Walker ganó prominencia después de publicar el libro La mujer maltratada en 1979. También fundó el Instituto de Violencia Doméstica después de ayudar a las víctimas de violencia doméstica durante la década de 1970. A Walker se le atribuye la introducción del concepto de síndrome de la mujer maltratada y el modelo del ciclo de abuso, que se aplican ampliamente en entornos clínicos, legales y educativos.
Walker fue incluida en el Salón de la Fama de las Mujeres de Colorado en 1987. En 2023, recibió la Medalla de Oro de la APF por Impacto en Psicología en reconocimiento a sus contribuciones transformadoras a la psicología.

## Primeros años y carrera
Nacida el 3 de octubre de 1942 en la ciudad de Nueva York, cursó sus estudios de psicología con una gran dedicación a la comprensión y el abordaje de los desafíos sociales y psicológicos que enfrentan las poblaciones vulnerables. Walker obtuvo su licenciatura en el Hunter College en 1964, seguida de su maestría en el City College de Nueva York y la Nova Southeastern University, y finalmente su doctorado en psicología en la Rutgers University en 1972.
Durante las primeras etapas de su carrera, Walker se centró en el subconjunto clínico de la psicología, pero rápidamente dirigió su atención a los problemas sistémicos relacionados con la violencia doméstica. Su trabajo pionero sentó las bases para la comprensión moderna de la violencia de pareja (IPV) y sus impactos psicológicos. La contribución más notable de Walker llegó en 1979 con la publicación de su libro La mujer maltratada, donde introdujo el concepto del Ciclo del Abuso.

### Síndrome de la mujer maltratada

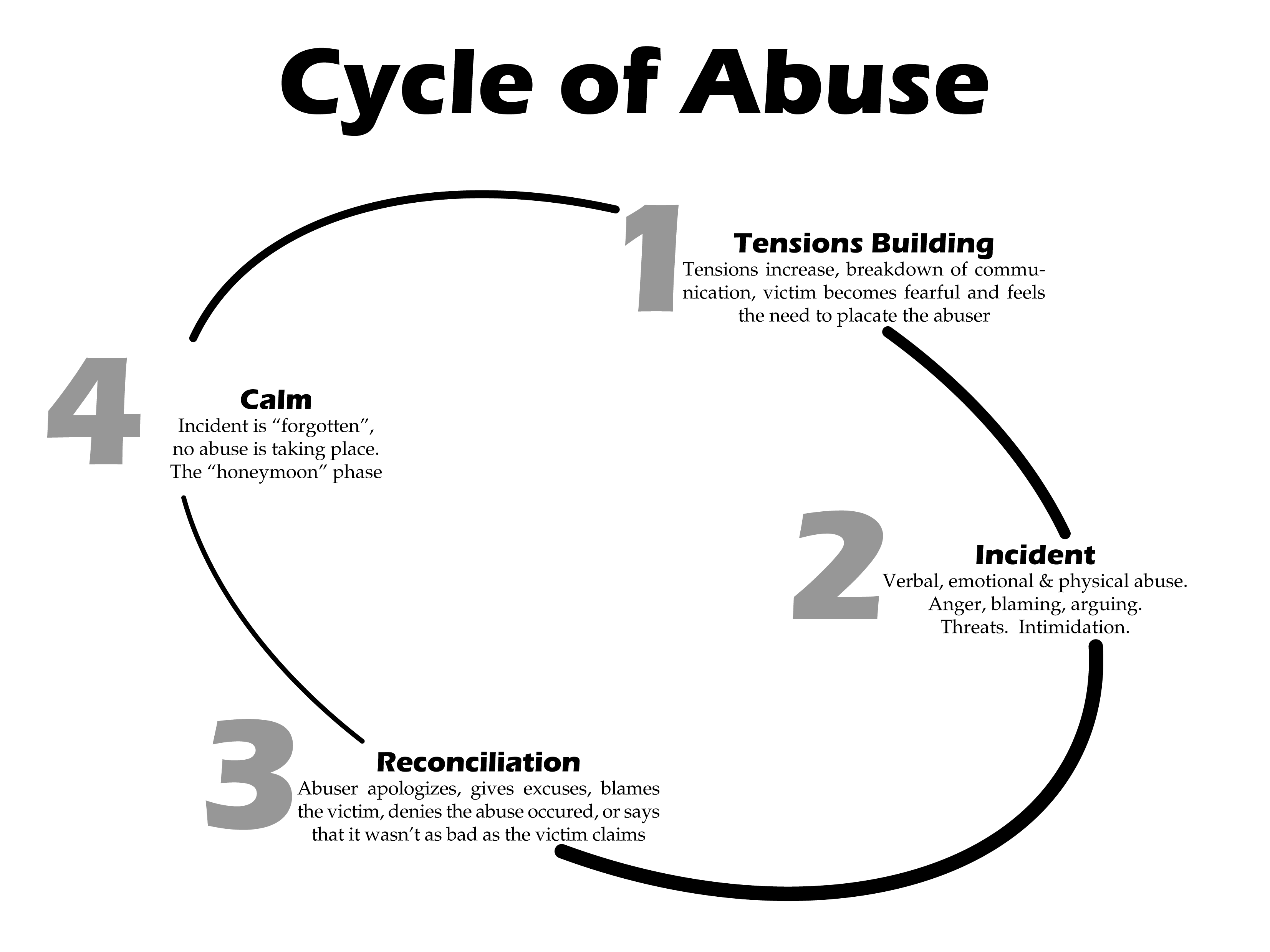
Las cuatro fases del ciclo del abuso.

El trabajo de Walker introdujo el concepto del síndrome de la mujer maltratada (SML), un subconjunto del trastorno de estrés postraumático (TEPT), que ganó reconocimiento como defensa legal en algunos casos que involucraban a mujeres que asesinaron a sus maltratadores en defensa propia, y el modelo del ciclo del abuso.
El ciclo del abuso es un marco teórico que identifica patrones en las relaciones abusivas. Consta de cuatro fases: acumulación de tensión, incidente, reconciliación y calma (más tarde denominada la "fase de luna de miel"). En la fase de acumulación de tensión, el estrés y el conflicto aumentan gradualmente, lo que lleva a un incidente explosivo de abuso. Después se produce la reconciliación, en la que el abusador puede disculparse o intentar minimizar sus acciones, a menudo acompañadas de afecto o promesas de cambio. A esto le sigue la fase de calma, un período de relativa paz que refuerza la esperanza de mejora. Sin embargo, el ciclo suele repetirse, creando una trampa psicológica para la víctima. El modelo de Walker destacó la naturaleza cíclica del abuso, lo que explica por qué a las víctimas a menudo les resulta difícil abandonar las relaciones abusivas.
Las contribuciones de Walker van más allá de la teoría; ha trabajado como defensora, educadora y médica, esforzándose por mejorar las respuestas legales, sociales y terapéuticas a la violencia de pareja. Su investigación ha influido en leyes y políticas en todo el mundo, incluida la capacitación para profesionales de la salud mental y de las fuerzas del orden. Walker sigue siendo reconocida por sus incansables esfuerzos para generar conciencia sobre la violencia doméstica y empoderar a las sobrevivientes.

### Cargos actuales
Durante un tiempo, Walker vivió y trabajó en Denver, Colorado, donde fue psicóloga licenciada y dirigió el área de estudio de la violencia doméstica, desempeñándose como presidenta y directora ejecutiva de Walker & Associates.
Walker ha llevado a cabo investigaciones sobre la violencia familiar y fundó el Instituto de Violencia Doméstica. También ha testificado como testigo experta en juicios relacionados con abuso doméstico y ha desarrollado programas de capacitación sobre violencia doméstica y ha redactado reformas legislativas. Durante su trabajo, Walker entrevistó a 1.500 mujeres que habían sido víctimas de violencia doméstica y descubrió que existía un patrón similar de abuso, un ciclo de abuso.
En 2016, Walker fue nombrada Profesora del Año en la Nova Southeastern University. Es profesora emérita en la Facultad de Psicología de la Nova Southeastern University.

## Honores y premios
- Premio Medalla de Oro de la APF por Impacto en Psicología, 2023[3]
- Premio Profesor del Año, 2016 [3]
- Premio IVAT a la Defensa de la Vida, 2013
- Mención Presidencial de la APA, 2002
- Psicólogo Familiar del Año de la División 43 de la APA, 2001
- Mención Presidencial de la APA, 2000
- Premio Nacional y de la APA a la Salud de la Mujer, 1994
- Salón de la Fama de la Mujer de Colorado, 1987[3]
- Premio a los Medios de Comunicación Distinguidos, 1979[3]